# Alexander Zverev
Aleksander Zverev (Amburgo, 20 aprile 1997) è un tennista tedesco.
Soprannominato Sascha, viene considerato uno dei tennisti più forti della sua generazione. Ha vinto 24 tornei del circuito maggiore, tra cui due edizioni delle ATP Finals e la medaglia d'oro in singolare ai Giochi olimpici di Tokyo 2020. Nelle prove del Grande Slam vanta tre finali in altrettanti diversi tornei: US Open 2020, Roland Garros 2024 e Australian Open 2025. Il suo miglior ranking ATP è la 2ª posizione, raggiunta per la prima volta il 13 giugno 2022.

## Biografia
Alexander Zverev è nato il 20 aprile 1997 ad Amburgo da una famiglia di origini russe. Il padre Aleksandr Michajlovič Zverev è un ex tennista e rappresentò l'URSS in Coppa Davis, è stato il suo primo allenatore e ha continuato a seguirlo tra i professionisti. La madre Irina Vladimirovna Fateeva era a sua volta tennista e allenatrice e anche il fratello maggiore Miša ha intrapreso la carriera di tennista professionista. Gioca fin da quando aveva cinque anni e il suo idolo d'infanzia è Roger Federer.
Ha trascorso l'adolescenza allenandosi tra Amburgo e la Saddlebrook Academy in Florida. Gli piace seguire il basket NBA e il suo giocatore preferito era Dwyane Wade.

## Carriera

### Juniores
Esordisce nell'ITF Junior Circuit nel gennaio del 2011 e un anno dopo vince il primo titolo in un torneo Grade 4 negli Emirati Arabi Uniti. Nel maggio 2013 arriva anche il primo successo in torneo di Grade A, battendo Laslo Đere in finale al Trofeo Bonfiglio. Pochi giorni dopo raggiunge la finale dell'Open di Francia di categoria in cui viene sconfitto da Cristian Garín. Nel finale di stagione raggiunge la semifinale agli US Open, nella Coppa Davis Juniores con la squadra tedesca e all'Orange Bowl; a fine ottobre sale in vetta alla classifica mondiale juniores. Vince i suoi ultimi tornei disputati nella categoria nel gennaio 2014 al Grade 1 di Traralgon e soprattutto agli Australian Open, dove batte in finale Stefan Kozlov.

### 2011- 2013: inizi da professionista
Disputa i primi incontri tra i professionisti a fine 2011 e nel novembre del 2012 raggiunge la prima finale in carriera al torneo ITF USA F32 di Bradenton, dove viene sconfitto dal nº 327 del mondo Florian Reynet. Inizia giocare con maggiore continuità nella seconda parte del 2013, a luglio fa il suo esordio con una wild card nel tabellone principale di un torneo ATP all'International German Open di Amburgo perdendo al primo turno contro Roberto Bautista Agut. Il mese dopo esce subito al suo esordio nell'ATP Challenger Tour a Meerbusch.

### 2014: prima semifinale ATP, primo titolo Challenger

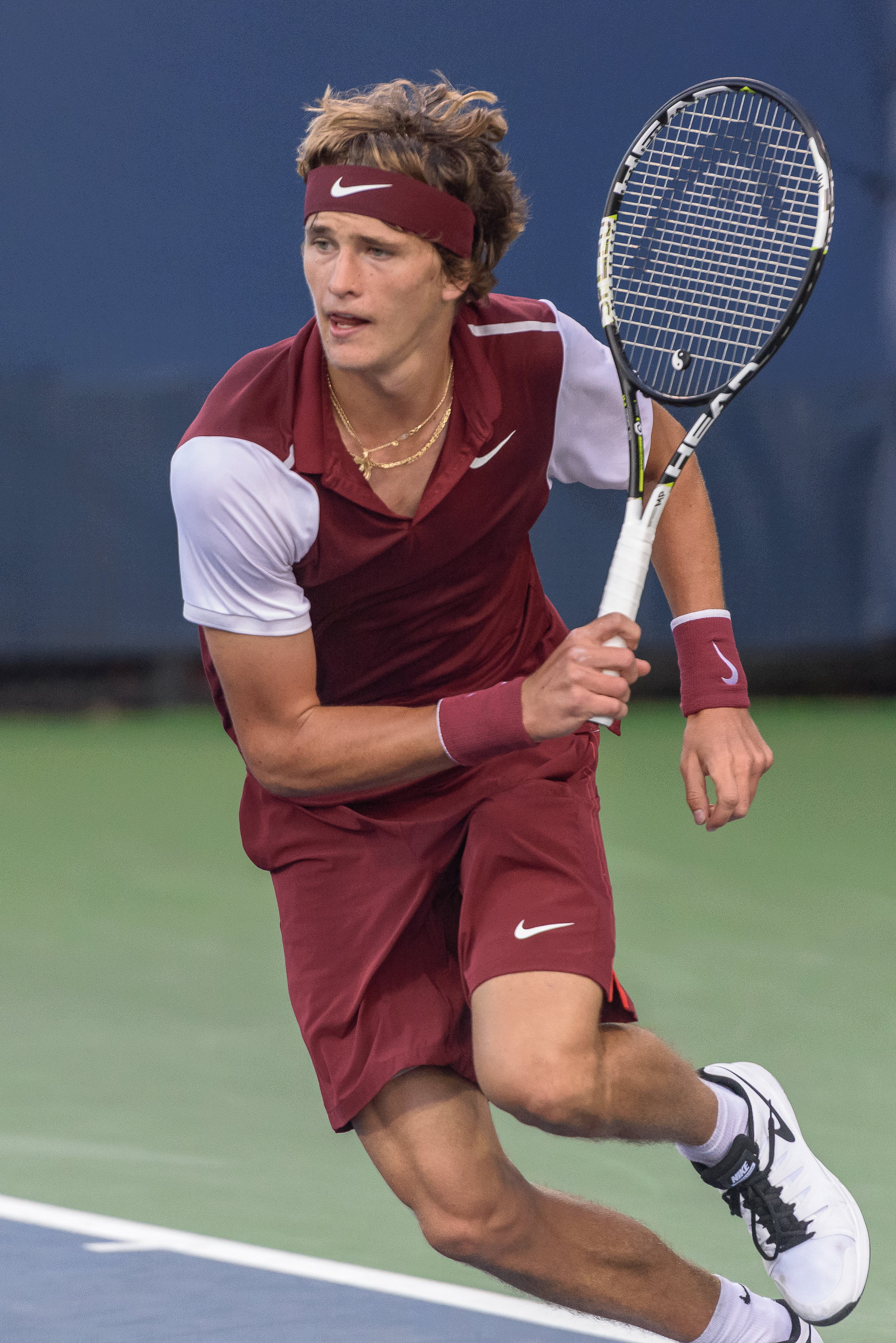
Alexander Zverev nel 2015

Vince il primo incontro in un tabellone Challenger a Heilbronn. Il 5 luglio 2014, a soli 17 anni, alza il primo trofeo da professionista vincendo il Challenger di Braunschweig dopo aver eliminato al primo turno il nº 78 del mondo Tobias Kamke, primo top 100 sconfitto in carriera, e aver superato in semifinale il n°56 Andrej Golubev e in finale il nº 89 della classifica ATP ed ex nº 12 Paul-Henri Mathieu con il punteggio di 1–6, 6–1, 6–4. Con questa vittoria guadagna 380 posizioni nel ranking, portandosi in top-300.
La settimana successiva debutta in doppio nel circuito maggiore a Stoccarda in coppia con Michael Berrer e insieme raggiungono la semifinale. Anche in singolare vince all'ATP 500 di Amburgo il suo primo match ATP sconfiggendo Robin Haase, arrivando fino alla semifinale persa da David Ferrer, primo under 18 a disputarla da Marin Čilić a Gstaad 2006.

### 2015: semifinale ATP, titolo Challenger e top 100 in singolare; finale ATP in doppio
Il primo risultato di rilievo del 2015 è la vittoria su Samuel Groth al primo turno del Miami Open, sua prima esperienza in un Masters 1000. Anche all'ATP di Monaco di Baviera raggiunge la prima finale ATP di doppio con il fratello Miša, sconfitti dagli specialisti Alexander Peya / Radek Štěpánek con il punteggio di 6–4, 1–6, [5–10]. A maggio vince il Challenger di Heilbronn battendo in finale Guido Pella. Con questo successo entra per la prima volta nella top 100 del ranking, alla 85ª posizione, perfezionata alla 74ª a luglio grazie al terzo turno raggiunto a Nottingham.
Dopo essere stato eliminato nelle qualificazioni alle sue prime tre esperienze in tornei del Grande Slam, a Wimbledon accede per la prima volta al tabellone principale per diritto di classifica, ma si ferma al secondo turno contro Denis Kudla dopo aver sconfitto in cinque set Tejmuraz Gabašvili. A fine mese raggiunge a Båstad la sua seconda semifinale ATP, persa contro Tommy Robredo. Il risultato migliore di fine stagione sono i quarti di finale nel torneo di Washington in cui viene sconfitto dal nº 8 del mondo Marin Čilić dopo aver eliminato il nº 14 Kevin Anderson.

### 2016: primo titolo ATP e top 20

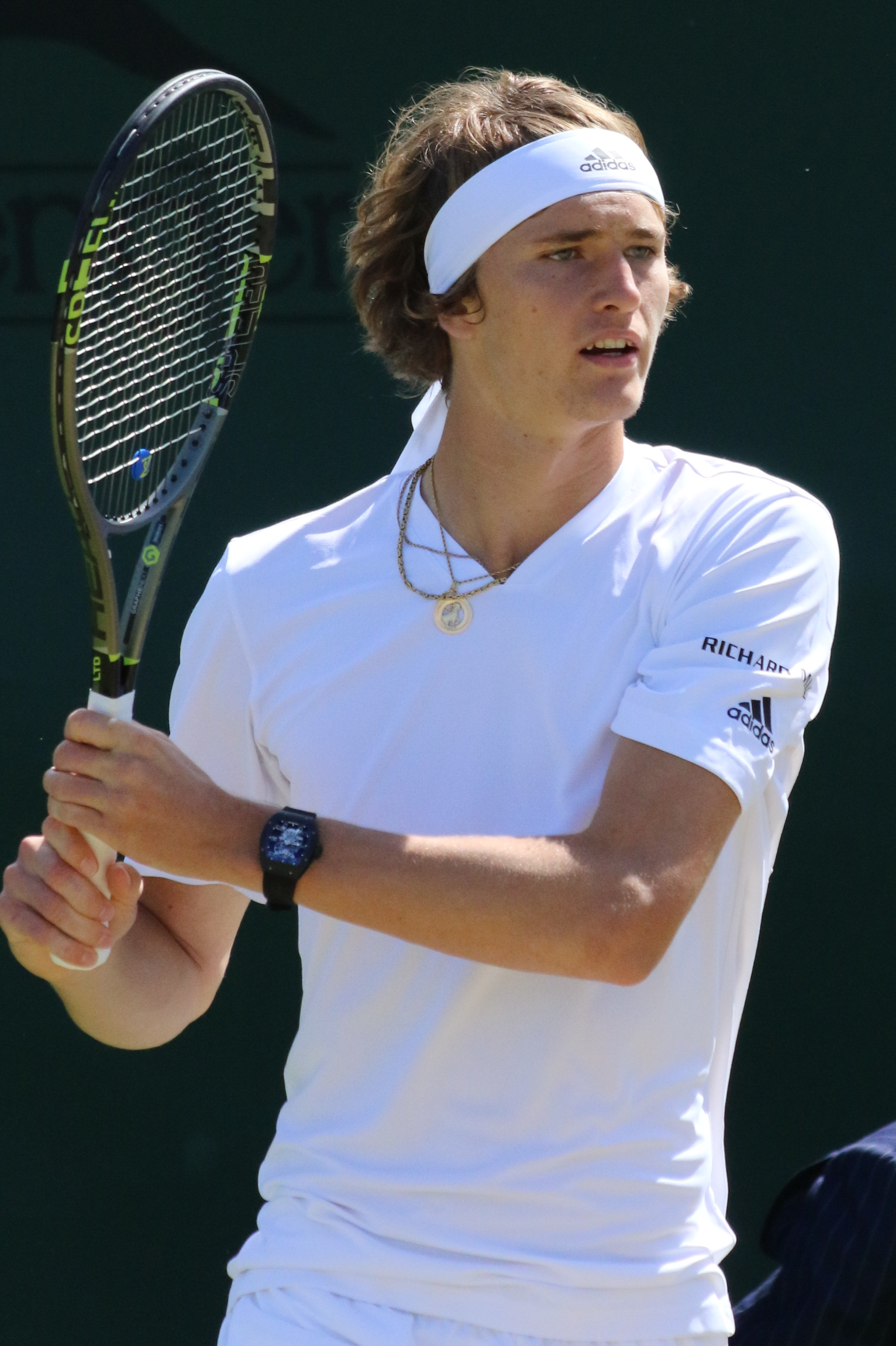
Alexander Zverev a Wimbledon nel 2016

Nel 2016 esordisce alla Hopman Cup perdendo entrambi gli incontri disputati, mentre agli Australian Open viene eliminato al primo turno da Andy Murray. Riprende l'ascesa nel ranking a Montpellier, dove elimina il nº 13 del mondo Čilić, ma viene sconfitto in semifinale da Paul-Henri Mathieu; nel torneo francese torna a mettersi in luce in doppio con il fratello raggiungendo la finale, persa in 2 set, contro Mate Pavic / Michael Venus. All'ATP 500 di Rotterdam supera il nº 15 ATP Gilles Simon uscendo nei quarti di finale per mano di Gaël Monfils. Fa il suo esordio in Coppa Davis in occasione della sfida persa 3–2 contro la Repubblica Ceca durante la quale perde in singolare contro Lukáš Rosol e Tomáš Berdych. Raggiunge per la prima volta gli ottavi di finale in un Masters 1000 a Indian Wells, sconfitto da Rafael Nadal. Non va oltre il secondo turno al Miami Open.
Sulla terra rossa viene eliminato al secondo turno a Monte Carlo e al terzo a Barcellona. A Monaco di Baviera supera nei quarti il nº 13 del mondo David Goffin per poi cedere in semifinale a Dominic Thiem. Dopo l'eliminazione al secondo turno a Roma, raggiunge la sua prima finale ATP a Nizza eliminando tra gli altri Simon e subendo nuovamente l'austriaco Thiem, che lo elimina anche al terzo turno del Roland Garros. In semifinale ad Halle ha la meglio in 3 set sull'otto volte vincitore del torneo Roger Federer, primo top 10 sconfitto in carriera, perdendo in 3 set la finale contro il connazionale Florian Mayer. Viene quindi eliminato al terzo turno a Wimbledon da Tomáš Berdych.
Inizia la tournée americana a Washington dove gioca la semifinale contro Gaël Monfils. Nei successivi Masters 1000 di Toronto e Cincinnati viene eliminato al primo turno e non supera il secondo agli US Open. Al St. Petersburg Open elimina al primo turno il russo Daniil Medvedev, e dopo aver battuto fra gli altri il nº 9 del mondo Berdych, raggiunge la finale, senza perdere alcun set, che si aggiudica sconfiggendo il nº 3 Stan Wawrinka in tre set per la conquista del suo primo titolo ATP. La settimana seguente si ferma ai quarti a Pechino contro David Ferrer dopo che al primo turno aveva conseguito la sua prima vittoria su Thiem. A Shanghai batte Isner e Čilić prima di essere sconfitto da Jo-Wilfried Tsonga. A fine torneo sale al 20º posto mondiale. Chiude la stagione a ottobre con la semifinale dello Stockholm Open.

### 2017: Masters di Roma e Montréal, 3º nel ranking e primo titolo in doppio
Incomincia la stagione agli Australian Open in cui viene sconfitto al terzo turno da Rafael Nadal al quinto set. Il 12 febbraio conquista il suo secondo titolo in carriera a Montepellier, superando in semifinale Tsonga, e in finale Richard Gasquet con il punteggio di 7–6(4), 6–3. Torna inoltre a disputare la finale nel torneo di doppio, vincendo anche questa per il loro primo titolo di specialità sconfiggendo Fabrice Martin / Daniel Nestor con il punteggio di 6–4, 6(3)–7, [10–7]. Eliminato all'esordio a Rotterdam e Marsiglia, ad Indian Wells perde al terzo turno contro Nick Kyrgios. Raggiunge per la prima volta i quarti di finale in un Masters 1000 al Miami Open salvando 3 match-point contro John Isner e con il successo sul nº 3 del mondo Wawrinka, prima di essere eliminato nuovamente da Kyrgios.

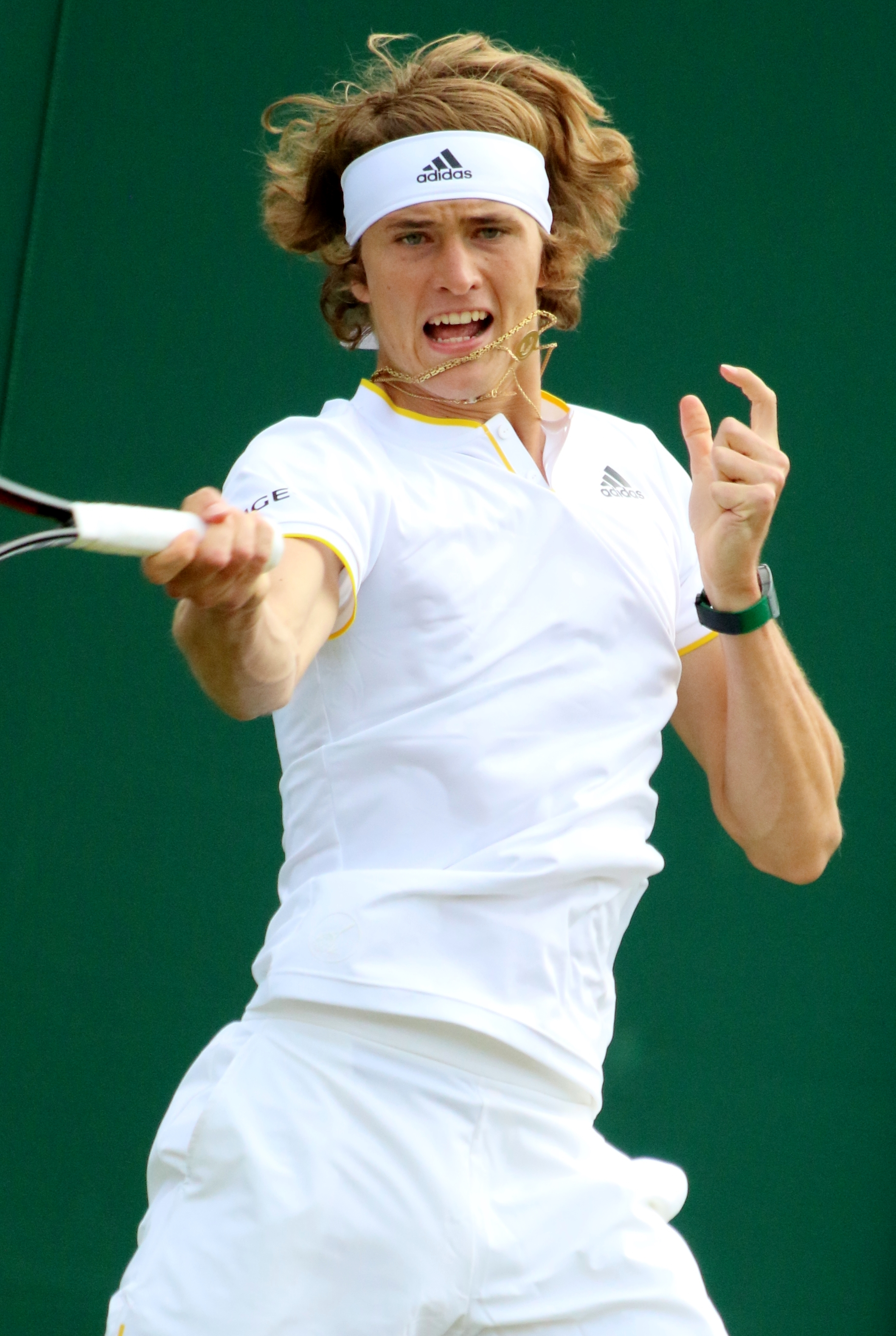
Alexander Zverev a Wimbledon 2017

Esce al terzo turno a Monte Carlo e a Barcellona, sconfitto rispettivamente da Nadal e Chung Hyeon. Nonostante le sconfitte in doppio al secondo turno nei primi tre Masters stagionali, ad aprile entra per la prima volta nella top 100 di specialità. Il 7 maggio vince il titolo a Monaco di Baviera sconfiggendo in finale Guido Pella con il punteggio di 6–4, 6–3. Si spinge fino ai quarti, contro Pablo Cuevas, anche alla sua prima apparizione al Masters di Madrid,dopo aver superato tra gli altri il nº 7 del mondo Čilić, e Berdych. A Roma elimina nell'ordine Kevin Anderson, Viktor Troicki e Fabio Fognini, il nº 6 ATP Milos Raonic nei quarti e Isner in semifinale, diventando il più giovane ad accedere ad una finale Masters 1000 da quella al Miami Open del 2007 raggiunta da Đoković, e il più giovane a Roma da quando si impose il diciannovenne Nadal nel 2006. Il 21 maggio batte Đoković con il punteggio di 6–4, 6–3 e conquista il suo primo ATP Masters 1000. Grazie a questo successo entra per la prima volta nella top 10 del ranking. Esce a sorpresa al primo turno al Roland Garros per mano di Fernando Verdasco.
Raggiunge la semifinale a 's-Hertogenbosch contro Gilles Müller. Ad Halle sconfigge nei quarti di finale Roberto Bautista Agut e in semifinale Richard Gasquet, in finale affronta Roger Federer che prevale per 6–1, 6–3. Nello stesso torneo disputa anche la finale di doppio con il fratello, sconfitti in 3 set da Łukasz Kubot / Marcelo Melo. Raggiunge per la prima volta il quarto turno in una prova del Grande Slam a Wimbledon in cui viene sconfitto in cinque set da Raonic. A fine torneo annuncia che a curare la sua preparazione tecnica sarà il coach Juan Carlos Ferrero, ex numero uno del mondo.

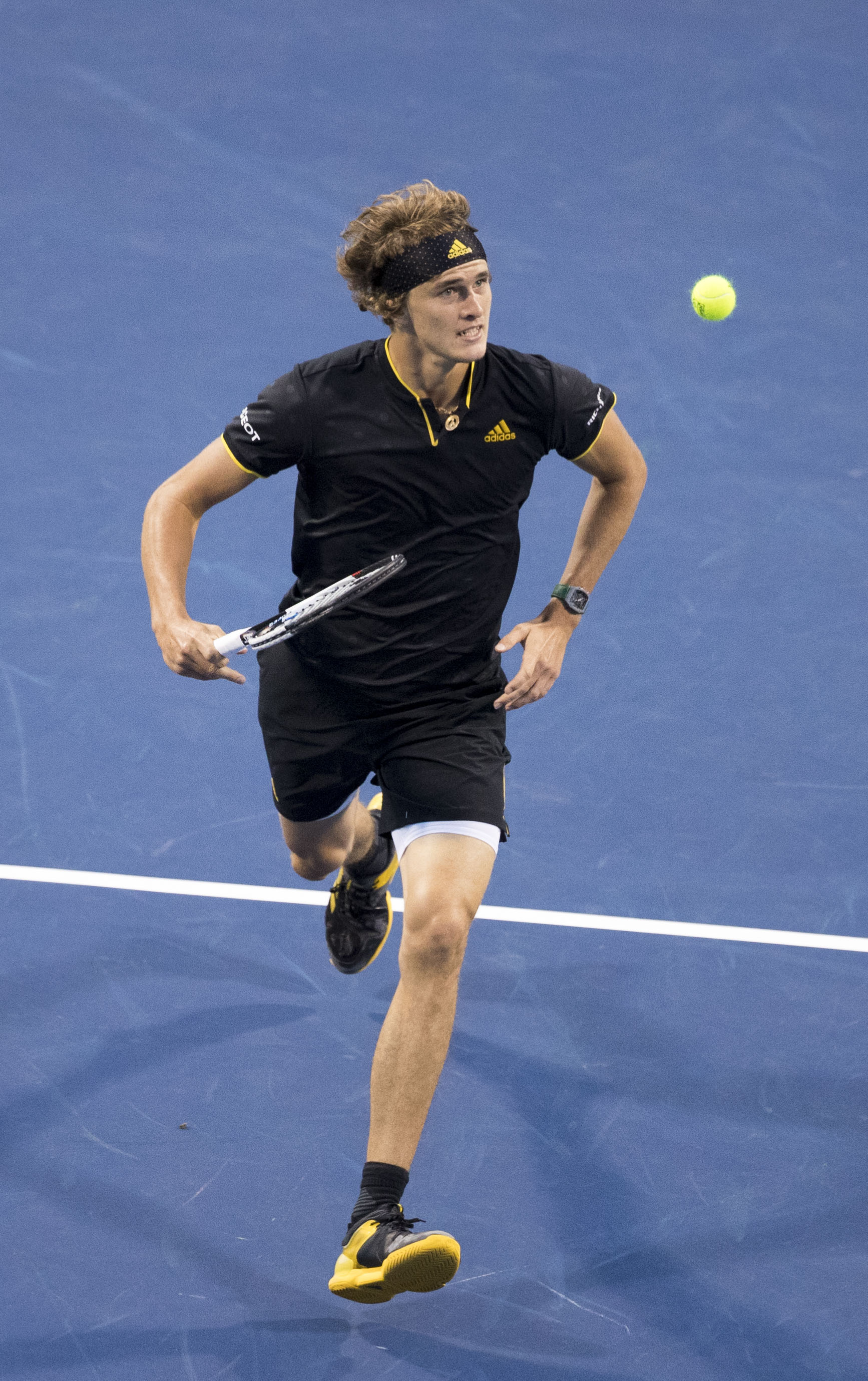
Alexander Zverev nel Citi Open 2017

In semifinale a Washington batte il nº 9 del mondo Kei Nishikori e in finale supera Kevin Anderson con un doppio 6–4. La settimana seguente vince a Montréal il suo secondo titolo Masters 1000, perdendo un solo set durante il torneo al secondo turno contro Gasquet, superando in finale Federer per 6–3, 6–4. Arrivano poi le eliminazioni al primo turno a Cincinnati e al secondo degli US Open. Nel tour asiatico di fine stagione perde a sorpresa ai quarti di finale di Shenzhen contro Damir Džumhur. A Pechino si spinge fino alla semifinale contro Kyrgios, mentre non supera il terzo turno al Masters 1000 di Shanghai. Di ritorno sul cemento indoor europea per il fine stagione viene sconfitto nei quarti a Vienna da Tsonga e nonostante l'eliminazione al turno di esordio a Parigi porta il best ranking alla 3ª posizione mondiale. Gioca per la prima volta le ATP Finals e dopo l'iniziale vittoria su Čilić arrivano le sconfitte contro Federer e Jack Sock che decretano la sua eliminazione nel round robin.

### 2018: quattro titoli ATP, tra cui Madrid e le ATP Finals
All'esordio stagionale raggiunge la finale della Hopman Cup con Angelique Kerber e vengono sconfitti dalla Svizzera di Belinda Bencic e Roger Federer. All'Australian Open viene eliminato al terzo turno dalla rivelazione del torneo Chung Hyeon dopo aver vinto i primi due set. Il 23 febbraio il suo coach Juan Carlos Ferrero annuncia la conclusione del rapporto di collaborazione con il giocatore per motivi di incompatibilità professionale. A Rotterdam vince all'esordio contro David Ferrer e viene sconfitto da Andreas Seppi al secondo turno. Raggiunge la semifinale senza perdere set ad Acapulco ed esce di scena per mano della testa di serie nº 6 Juan Martín del Potro. Si spinge per la prima volta fino alla finale a Miami, al primo turno batte Daniil Medvedev al tie-break decisivo, impiega 3 parziali anche contro Ferrer e supera nei successivi turni Kyrgios, Ćorić e in semifinale Carreño Busta in due set. Viene sconfitto nell'incontro per il titolo da John Isner con il punteggio di 7–6, 4–6, 4–6.

Conferma il buon momento di forma sulla terra rossa, arriva in semifinale anche a Monte Carlo e cede al terzo set contro Kei Nishikori, e a fine torneo torna a occupare la 3ª posizione mondiale. Vince il primo torneo stagionale all'ATP 250 di Monaco di Baviera, dove era campione uscente, in semifinale si prende la rivincita su Chung Hyeon e in finale supera Philipp Kohlschreiber per 6–3, 6–3. Vince anche il successivo Masters di Madrid, confermando il titolo vinto l'anno prima. Non perde alcun set in tutto il torneo, nei quarti la rivincita se la prende sul nº 9 ATP Isner e in finale sconfigge per 6–4, 6–4 il nº 7 Dominic Thiem. Disputa la terza finale consecutiva agli Internazionali d'Italia, elimina tra gli altri i top 10 David Goffin e Marin Čilić e la sua striscia di 13 vittorie consecutive si interrompe all'ultimo atto contro Rafael Nadal, che si impone per 6–1, 1–6, 6–3. 

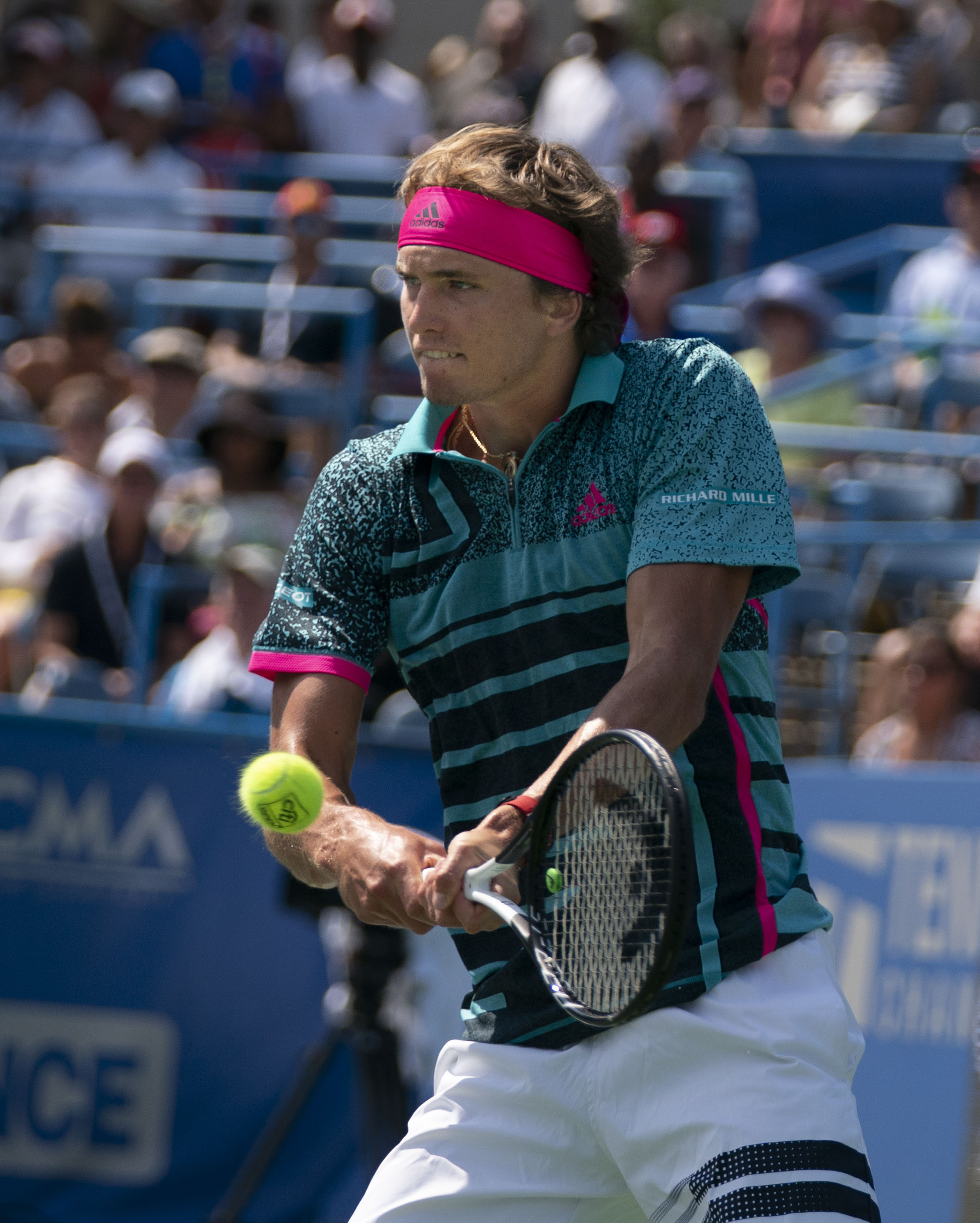
Alexander Zverev vincitore a Washington per la seconda volta consecutiva

Arriva per la prima volta nei quarti di finale di uno Slam al Roland Garros; al netto successo su Ričardas Berankis fanno seguito le rimonte dopo essersi trovato in svantaggio di 2 set a 1 contro Dušan Lajović, Damir Džumhur e Karen Chačanov. Ritrova Dominic Thiem nei quarti, che gli concede solo 7 giochi. Nel torneo di Halle viene eliminato a sorpresa al primo turno dal futuro vincitore Borna Ćorić. Si riscatta in doppio tornando a disputare la finale insieme al fratello, e come l'anno precedente vengono sconfitti da Kubot / Melo. A Wimbledon viene eliminato al terzo turno da Ernests Gulbis al quinto set.
Si conferma campione a Washington, perde un solo set nel corso del torneo nei quarti di finale contro Kei Nishikori, supera quindi l'emergente Stefanos Tsitsipas e in finale ha la meglio su Alex de Minaur con il punteggio di 6–2, 6–4; nel torneo di doppio i fratelli Zverev si ritirano nei quarti di finale. Non va oltre i quarti anche al Masters 1000 di Toronto – dove difendeva il titolo vinto l'anno precedente – sconfitto da Tsitsipas dopo aver sprecato due match-point. Con l'eliminazione al turno di esordio a Cincinnati scende alla 4ª posizione del ranking. Il 22 agosto annuncia che il suo nuovo coach sarà l'ex numero uno del mondo Ivan Lendl. Esce di scena al terzo turno agli US Open, sconfitto in rimonta da Philipp Kohlschreiber. Contribuisce al successo della squadra europea nella Laver Cup con 2 vittorie e una sconfitta, supera prima John Isner, perde in doppio assieme a Federer e vince l'incontro decisivo contro Kevin Anderson.
Eliminato al terzo turno a Pechino, raggiunge la semifinale allo Shanghai Masters con la vittoria sul nº 14 ATP Kyle Edmund e raccoglie solo 3 giochi contro Novak Đoković. Esce in semifinale anche a Basilea, sconfitto a sorpresa dal nº 92 del ranking Marius Copil. Nello stesso torneo raggiunge la finale in doppio, ancora con il fratello, e perdono in 2 set contro Dominic Inglot / Franko Škugor. Al Paris Masters perde nei quarti di finale contro il vincitore del torneo Karen Chačanov. Inizia le ATP Finals con la vittoria dopo due tie-break su Marin Čilić, viene poi seccamente sconfitto da Novak Đoković e si qualifica alle semifinali superando Isner in due set. Nel penultimo atto del torneo prevale su Roger Federer per 7–5, 7–6, in finale ritrova Đoković e conquista il più importante trofeo da inizio carriera imponendosi per 6–4, 6–3, nella sua prima vittoria contro un nº 1 del ranking.

### 2019: un titolo in singolare e uno in doppio
Come l'anno precedente, all'esordio stagionale perde in finale alla Hopman Cup con Angelique Kerber contro la Svizzera di Bencic e Federer. Si spinge per la prima volta fino al quarto turno agli Australian Open e cede in tre set contro Milos Raonic. Raggiunge la finale ad Acapulco senza perdere set e viene sconfitto da Nick Kyrgios con il punteggio di 3–6, 4–6. Nello stesso torneo si aggiudica il secondo titolo di doppio, sempre in coppia con il fratello Miša, nei quarti eliminano i fuoriclasse Bob e Mike Bryan e superano in finale Artem Sitak / Austin Krajicek in tre set, e con questi risultati porta il best ranking al 68º posto mondiale. Arrivano quindi le delusioni per le precoci sconfitte subite nei Masters di Indian Wells e Miami.

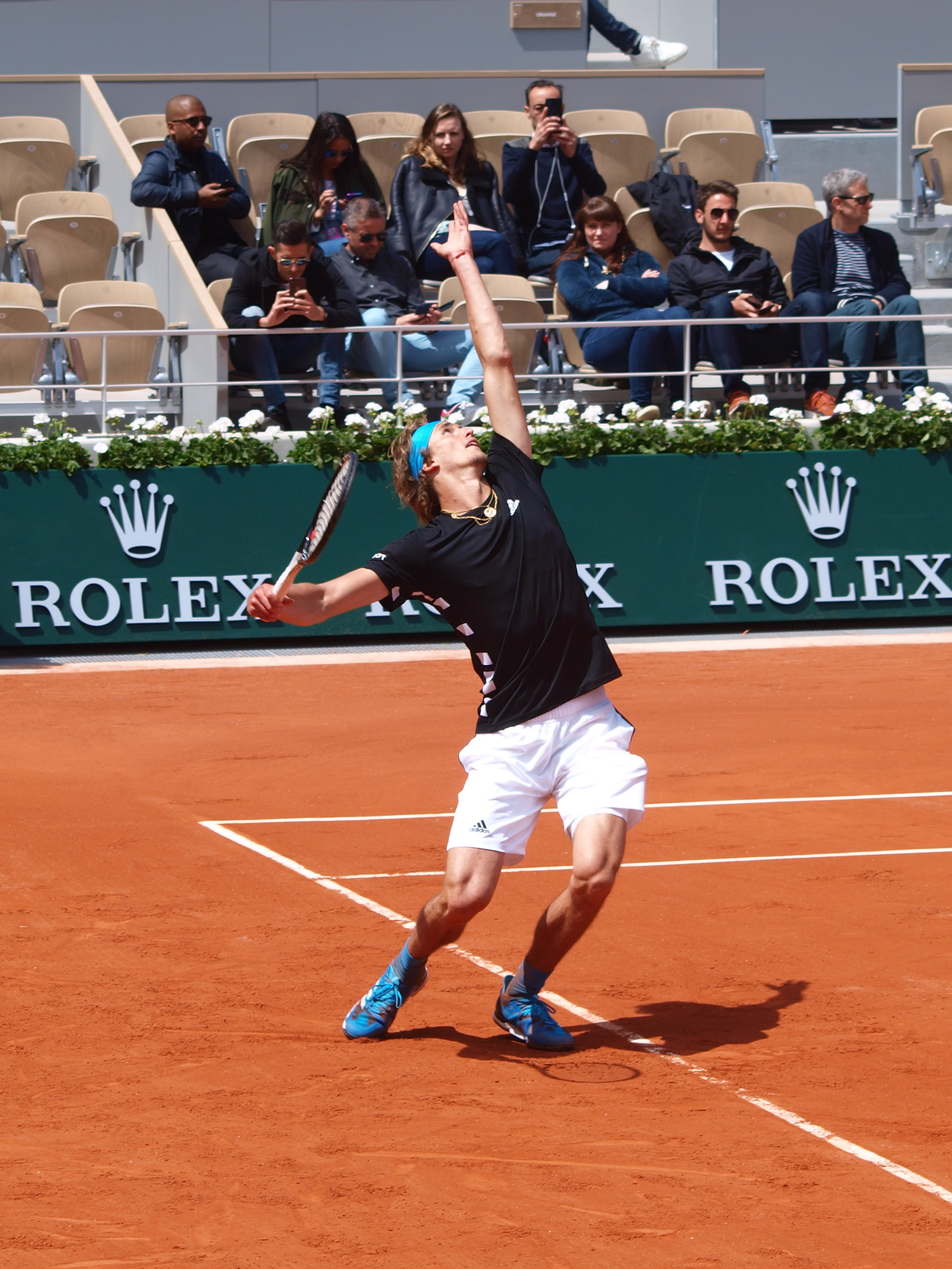
Alexander Zverev al Roland Garros 2019

Complici problemi di salute ed extra tennistici, il momento negativo continua sulla terra battuta a Marrakech, a Monte Carlo – dove perde in due set al terzo turno contro il futuro campione Fabio Fognini – e con l'eliminazione all'esordio a Barcellona. Dopo le sconfitte nei quarti di finale a Monaco di Baviera e a Madrid, tornei nei quali era campione uscente, scende al 5º posto del ranking. Esce all'esordio anche agli Internazionali d'Italia e ritrova il successo a Ginevra superando in finale al tie-break del set decisivo Nicolás Jarry, dopo avere salvato due match-point. Al Roland Garros raggiunge i quarti di finale per il secondo anno consecutivo grazie alla vittoria sul nº 12 del ranking Fognini e perde in 3 set contro il nº 1 Novak Đoković.
Inizia la stagione sull'erba con l'eliminazione al primo turno a Stoccarda e ad Halle viene sconfitto nei quarti di finale da David Goffin. Delude anche a Wimbledon perdendo al primo turno contro il qualificato Jiří Veselý. Il 26 luglio il coach Ivan Lendl annuncia la chiusura del rapporto di collaborazione con il giocatore. Quella stessa settimana Zverev approda per la seconda volta in semifinale all'ATP 500 di Amburgo con il successo nei quarti di finale su Filip Krajinović, al quale rimonta uno svantaggio di 6–2, 5–2, e viene sconfitto al tie-break del terzo set contro il campione uscente e futuro vincitore del torneo Nikoloz Basilašvili, dopo avere sprecato due match-point.
A Montréal sconfigge Cameron Norrie e Basilašvili e si arrende nei quarti di finale a Karen Chačanov. Eliminato all'esordio a Cincinnati da Miomir Kecmanović, non supera gli ottavi agli US Open, sconfitto da Diego Schwartzman in quattro set. Risulta nuovamente decisivo in Laver Cup, conquistando nell'ultima giornata i tre punti della vittoria battendo Milos Raonic. Raggiunge la semifinale al China Open senza perdere set e viene sconfitto da Stefanos Tsitsipas. Al Masters di Shanghai supera nei quarti Roger Federer in tre set, conquistando la sua prima vittoria contro un top 10 in stagione; ha quindi la meglio su Matteo Berrettini e perde la finale contro Daniil Medvedev in due set. Eliminato all'esordio a Basilea e al terzo turno a Parigi, si qualifica alle ATP Finals come 7º del ranking. Nella prima giornata concede solo 6 giochi al nº 1 del mondo Nadal, ne raccoglie solo 5 contro Tsitsipas e con il successo su Medvedev si qualifica per le semifinali, dove viene sconfitto da Thiem per 5–7, 3–6.

### 2020: finale agli US Open, semifinale a Melbourne e due titoli in patria

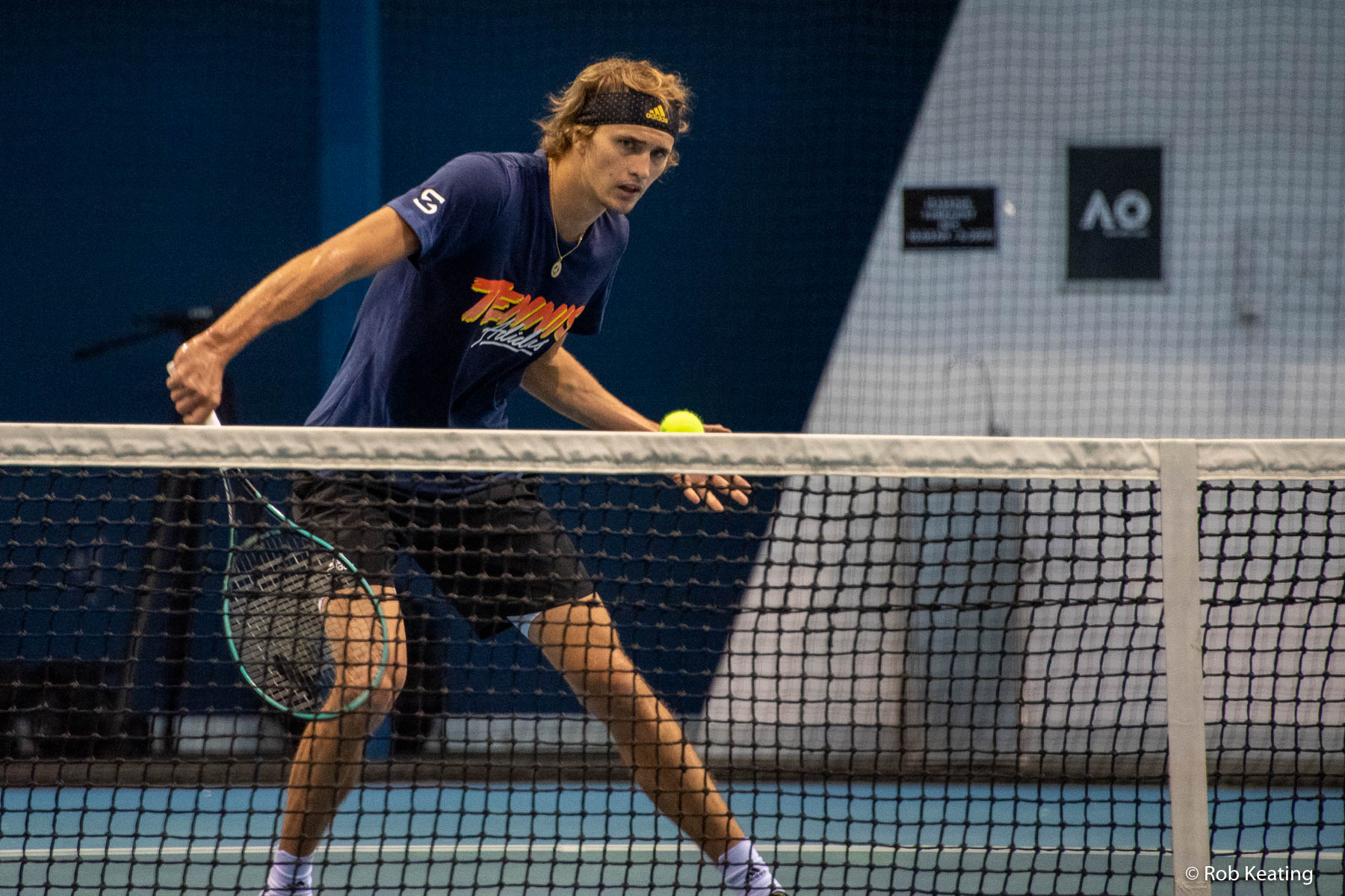
Alexander Zverev durante un allenamento agli Australian Open 2020

Sconfitto nei tre incontri disputati all'ATP Cup all'esordio stagionale, si spinge per la prima volta fino alle semifinali in un torneo Slam agli Australian Open; supera tra gli altri il nº 16 ATP Andrej Rublëv e nei quarti di finale il campione del 2014 Stan Wawrinka e cede in 4 set a Dominic Thiem. Torna in campo ad Acapulco e viene sconfitto al secondo turno da Tommy Paul. Durante la lunga pausa del tennis mondiale per la pandemia di COVID-19, prende un accordo fino a fine stagione con David Ferrer e lo fa entrare come coach nel proprio team.
Riprende a giocare al Cincinnati Masters e viene di nuovo eliminato al secondo turno, questa volta da Andy Murray. Agli US Open elimina in sequenza Kevin Anderson, Brandon Nakashima, Adrian Mannarino, Alejandro Davidovich Fokina, Borna Ćorić e in semifinale Pablo Carreño Busta, che aveva vinto i primi due set. Alla prima finale Slam in carriera ritrova Dominic Thiem, si porta in vantaggio di 2 set e un break; serve anche per il match ma viene rimontato e sconfitto per 2–6, 4–6, 6–4, 6–3, 7–6. Al Roland Garros viene eliminato al quarto turno da Jannik Sinner. Si aggiudica il primo titolo stagionale al Colonia 1 sconfiggendo in finale Félix Auger-Aliassime con un doppio 6–3. Si ripete la settimana seguente al Colonia 2, dove in semifinale si prende la rivincita su Sinner e concede solo 3 giochi in finale a Diego Schwartzman.
Arriva in finale al Masters di Parigi perdendo un solo set contro Adrian Mannarino, nei quarti ha la meglio su Stan Wawrinka e in semifinale sconfigge per la seconda volta in carriera Rafael Nadal. Perde l'incontro che assegna il titolo contro Daniil Medvedev con il punteggio di 7–5, 4–6, 1–6. Al primo incontro delle ATP Finals subisce una nuova sconfitta contro Medvedev, nel secondo supera Schwartzman e nell'ultimo incontro di round-robin viene eliminato da Đoković, che si impone in due set. Nonostante gli ottimi risultati ottenuti, a fine stagione Ferrer annuncia di non prolungare il rapporto con Zverev, che riprende ad essere seguito dal padre.

### 2021: medaglia d'oro olimpica, seconda vittoria alle ATP Finals e ritorno al 3º posto mondiale
Apre l'anno con la partecipazione all'ATP Cup e porta la Germania in semifinale con il successo su Denis Shapovalov e riscattando la sconfitta contro Novak Đoković vincendo in doppio con Jan-Lennard Struff contro lo stesso Đoković e Nikola Ćaćić. Perde il punto decisivo nella semifinale contro la Russia con la terza sconfitta consecutiva patita contro Medvedev. Esce di scena nei quarti agli Australian Open per mano di Đoković, che si impone in rimonta al quarto set e vincerà il torneo. Si aggiudica il titolo ad Acapulco senza perdere alcun set, in finale supera per 6–4, 7–6 Stefanos Tsitsipas, che aveva vinto gli ultimi 5 confronti diretti. Esce a sorpresa al primo turno nel successivo Masters di Miami.
Nei primi tornei su terra battuta esce sconfitto al terzo turno a Monte Carlo da David Goffin e a Monaco di Baviera dal nº 107 ATP Il'ja Ivaška. Raggiunge la finale senza perdere alcun set al Masters di Madrid eliminando nell'ordine Nishikori, Evans, nei quarti di finale il nº 2 del mondo Nadal e in semifinale il nº 4 Thiem. Con la vittoria in finale in tre set su Matteo Berrettini si aggiudica per la seconda volta il torneo madrileno, nel quale si spinge inoltre fino alla semifinale in doppio assieme a Tim Pütz. Nei quarti di finale agli Internazionali d'Italia ritrova Nadal, che gli concede solo 7 giochi. Si spinge per la prima volta in semifinale al Roland Garros, dove al primo turno supera in 5 set il qualificato Oscar Otte e non perde altri set nei match successivi. In semifinale rimonta i primi due parziali vinti dal nº 5 del mondo Tsitsipas, che si impone per 6-3 al quinto. Non supera il quarto turno a Wimbledon, sconfitto al quinto set da Félix Auger-Aliassime. Fa il suo esordio olimpico ai Giochi di Tokyo e raggiunge le semifinali senza cedere set contro Lu, Galán, Basilašvili e Chardy. Nel penultimo atto perde il primo parziale e si impone in rimonta contro il nº 1 del mondo Đoković, in finale ha la meglio su Chačanov con un netto 6–3, 6–1 e conquista la medaglia d'oro, la prima della storia olimpica per un tedesco nel singolare maschile. Esce nei quarti in doppio in coppia con Jan-Lennard Struff.
A fine agosto coglie a Cincinnati il quarto titolo dell'anno, perde l'unico set di tutto il torneo in semifinale contro Tsitsipas e in finale supera Andrej Rublëv per 6–2, 6–3. Torna a disputare la semifinale agli US Open, elimina tra gli altri Jannik Sinner e viene sconfitto in cinque set da Đoković, mentre a Indian Wells esce nei quarti di finale per mano di Taylor Fritz, che vince il tie-break del set decisivo. A fine ottobre si aggiudica anche l'ATP 500 di Vienna, dove trionfa in finale contro Frances Tiafoe per 7–5, 6–4. La settimana successiva raccoglie solo 4 giochi in semifinale al Paris Masters contro il nº 2 al mondo Daniil Medvedev, risultato con cui torna al 3º posto nel ranking ATP. Alle ATP Finals di Torino vince il primo incontro per il ritiro di Berrettini, perde poi contro Medvedev al tie-break del terzo set e supera il round-robin con la netta vittoria su Hubert Hurkacz. In semifinale sfida per la quinta volta in stagione Novak Đoković e si impone in tre set. Nella finale del 21 novembre sconfigge Medvedev con un doppio 6–4 e vince il torneo per la seconda volta.

### 2022: 30ª finale ATP, 2º nel ranking, infortunio alla caviglia e lunga convalescenza
Apre la nuova stagione all'ATP Cup, dove colleziona due vittorie e una sconfitta in singolare e una sconfitta in doppio, con la Germania eliminata nel round-robin dal Canada che si aggiudicherà il torneo. Non perde alcun set nei primi turni degli Australian Open e cede in tre set negli ottavi a Denis Shapovalov. Al successivo ATP 250 di Montpellier raggiunge la finale senza perdere alcun set e viene sconfitto a sorpresa da Aleksandr Bublik con lo score di 4–6 3–6; è la prima finale persa da novembre del 2020, dopo i sei titoli consecutivi della stagione precedente. Al turno di esordio ad Acapulco batte in rimonta Jenson Brooksby e dopo l'incontro abbandona il torneo. Sconfitto da Tommy Paul al primo match a Indian Wells, raggiunge la semifinale in doppio insieme a Andrej Golubev e vengono eliminati da Jack Sock e John Isner, futuri campioni. A Miami esce di scena nei quarti di finale con la sconfitta in tre set subita contro Casper Ruud.
Nel Masters 1000 di Monte Carlo raggiunge per la seconda volta in carriera la semifinale grazie ai successi su Pablo Carreño Busta e nei quarti di finale contro Jannik Sinner, sconfitto al tie-break del set decisivo dopo oltre tre ore di gioco. Nel corso del match con l'italiano Zverev subisce un infortunio che lo condiziona nella semifinale in cui raccoglie solo 6 giochi contro il campione uscente Stefanos Tsitsipas, che trionferà il giorno seguente in finale. Viene sconfitto a sorpresa al turno di esordio a Monaco di Baviera dall'emergente Holger Rune, che gli concede solo 5 giochi e vincerà il titolo. Arriva a Madrid come campione in carica, supera Marin Čilić e accede ai quarti per il ritiro di Lorenzo Musetti. Sconfigge quindi il nº 10 ATP Félix Auger-Aliassime e in semifinale si prende la rivincita su Tsitsipas in tre set. Nell'incontro che assegna il titolo viene dominato dall'idolo di casa, il giovane talento Carlos Alcaraz, che aveva perso i primi due match giocati contro Zverev e si impone per 6–3, 6–1 in 62 minuti di gioco.
Nei primi turni degli Internazionali d'Italia non perde alcun set contro i quotati Sebastián Báez, Alex de Minaur e Cristian Garín e perde in semifinale facendosi rimontare da Tsitsipas. Al secondo turno del Roland Garros rimonta due set di svantaggio, salva un match-point e si impone al quinto set contro Báez, vince in tre set contro Brandon Nakashima e Bernabé Zapata Miralles e nei quarti si prende la rivincita su Alcaraz in 4 set giocando con calma e grande concentrazione. Alla sua seconda semifinale nello Slam parigino si trova di fronte Nadal, 13 volte campione del torneo, Zverev perde il primo parziale al tie-break dopo aver sprecato 4 set point, e nel secondo set, sul punteggio di 6 giochi pari, si storce la caviglia ed è costretto al ritiro uscendo dal campo in sedia a rotelle. Gli viene riscontrata la grave lesione dei tre legamenti della caviglia ed è costretto a sottoporsi a un intervento chirurgico e a una lunga convalescenza. A fine torneo sale per la prima volta al 2º posto della classifica mondiale. A novembre esce dalla top 10 per la prima volta dal luglio 2017.

### 2023: semifinale al Roland Garros e ritorno in top 10, ATP Finals
Fa il suo rientro alle competizioni all'inizio del 2023, 7 mesi dopo l'infortunio, perdendo sei dei primi nove match disputati e a febbraio scende alla 17ª posizione mondiale. Il primo risultato di rilievo è la semifinale raggiunta a marzo all'ATP 500 di Dubai, nella quale cede in due set a Rublëv. Viene sconfitto negli ottavi di finale da Medvedev ai Masters di Indian Wells e Monte Carlo al termine di incontri molto equilibrati. Gli ottavi al Madrid Open forniscono la replica della finale dell'anno precedente, con la netta vittoria di Alcaraz, che gli concede tre soli giochi. A fine torneo Zverev esce dalla top 20. Agli Internazionali di Italia viene eliminato al quarto turno di nuovo da Medvedev, che vincerà il torneo. Esce di scena in semifinale a Ginevra. Al Roland Garros raggiunge la semifinale per il terzo anno consecutivo, eliminando tra gli altri la testa di serie nº 12 Frances Tiafoe, e Dimitrov negli ottavi, e viene sconfitto da Casper Ruud.
Ad Halle perde in semifinale contro il futuro vincitore del titolo Aleksandr Bublik. Al terzo turno di Wimbledon cede in tre set contro un ritrovato Berrettini. Sulla terra battuta di Båstad subisce una'altra sconfitta nei quarti di finale contro Rublëv. Si riscatta all'ATP 500 di Amburgo, dove conquista il 20º titolo ATP, dopo quasi due anni dall'ultimo torneo vinto. Eliminato al secondo turno a Toronto, torna a mettersi in luce a Cincinnati; all'esordio concede quattro soli giochi a Dimitrov, al terzo turno si prende la rivincita sul nº 3 del mondo Medvedev e viene sconfitto in semifinale da Djokovic, che si aggiudicherà il titolo. Agli Us Open perde nei quarti di finale contro Alcaraz dopo aver sconfitto agli ottavi il n.6 del mondo Jannik Sinner.
Inizia la parte finale di stagione vincendo il titolo al Chengdu Open. Si sposta a Pechino dove perde in semifinale contro Daniil Medvedev in due set. Nonostante quattro sconfitte ai primi turni subite a Shanghai, Tokyo, Vienna (contro Rublëv) e al Masters 1000 di Parigi (contro Tsitsipas), riesce a prendere parte alle ATP Finals venendo sorteggiato nel girone di Alcaraz, Medvedev e Rublëv, non qualificandosi alla fase successiva il girone.

### 2024: United Cup con la Germania, semifinale agli Australian Open, secondo titolo a Roma e finale al Roland Garros, ritorno al 2º posto del ranking
Inizia il 2024 alla United Cup insieme ad Angelique Kerber. Si aggiudica singolare e doppio nelle sfide contro l'Italia e la Grecia superando il turno. Contro l'Australia cede in tre set ad Alex de Minaur, nonostante la sconfitta avanza alla finale contro la Polonia di Iga Świątek e Hubert Hurkacz. Zverev supera Hubert Hurkacz per poi vincere in doppio con Laura Siegemund e assicurare alla Germania il primo trionfo in United Cup. Agli Australian Open sconfigge nei quarti di finale il n°2 del mondo Carlos Alcaraz e in semifinale perde al quinto set contro Medvedev dopo aver vinto i primi due parziali. Non va oltra la semifinale a Los Cabos e il primo turno ad Acapulco. A Indian Wells sconfigge de Minaur e nei quarti di finale raccoglie solo quattro giochi contro il futuro vincitore Alcaraz. A Miami raggiunge la semifinale senza perdere alcun set e viene sconfitto da Grigor Dimitrov. 
Al Monte Carlo Masters cede negli ottavi al futuro campione Stefanos Tsitsipas in due set. Gioca anche il torneo di doppio con Marcelo Melo e vengono sconfitti in finale da Sander Gille / Joran Vliegen col punteggio di 7–5, 3–6, [8–10]. Agli Internazionali di Baviera perde ai quarti contro Cristian Garin. Anche al Madrid Open non va oltre gli ottavi, sconfitto da Francisco Cerundolo. A Roma arriva il suo primo successo in un Masters 1000 dal Cincinnati Open 2021. Batte fra gli altri Taylor Fritz e si impone in finale col punteggio di 6–4, 7–5 su Nicolas Jarry. Al primo turno del Roland Garros elimina in tre set Rafael Nadal, infliggendo allo spagnolo la quarta sconfitta in carriera nel torneo. Ha quindi la meglio su Rune, de Minaur e Casper Ruud e, alla sua prima finale a Parigi, viene sconfitto 3–6, 6–2, 7–5, 1–6, 2–6 da Carlos Alcaraz. Si conferma nº 4 al mondo e secondo nella race.
Sull'erba ad Halle perde la semifinale in due set da Hubert Hurkacz. A Wimbledon cede negli ottavi a Fritz, complice un infortunio al ginocchio nel turno precedente che mette a rischio i suoi prossimi incontri. Sulla terra rossa di Amburgo, da campione in carica, perde la finale contro Fils. È il campione uscente anche ai Giochi di Parigi e viene eliminato nei quarti dalla medaglia di bronzo Lorenzo Musetti. Dopo un'altra semifinale persa contro il futuro vincitore Jannik Sinner a Cincinnati, raggiunge i quarti di finale agli US Open e viene fermato nuovamente da Fritz. Con questi risultati eguaglia il proprio best-ranking al 2º posto mondiale.
Durante la Laver Cup 2024 cede sia in singolare che nel doppio (in coppia con Alcaraz) con Fritz, che nel doppio ha giocato assieme a Ben Shelton. A Shanghai batte Mattia Bellucci e Tallon Griekspoor, ma non ce la fa contro David Goffin; a Vienna arriva ai quarti di finale dove viene battuto da Lorenzo Musetti. A Parigi viene sconfitto nel doppio assieme a Marcelo Melo agli ottavi, mentre riesce a vincere il torneo in singolare battendo Tsitsipas, Rune e Ugo Humbert in finale. Alle ATP Finals vince tutti gli incontri della fase a gironi, ma perde subito dopo in semifinale contro Taylor Fritz, chiude così la stagione al secondo posto del ranking mondiale.

### 2025: finale all'Australian Open
All'Australian Open batte in semifinale Novak Đokovic, ma cede in finale contro Jannik Sinner. Dopo la squalifica di Sinner per tre mesi, spreca l'occasione di raggiungere la prima posizione mondiale con una serie ininterrotta di risultati deludenti in tutti i tornei che lo vedono protagonista: all'Argentina Open perde ai quarti di finale contro Francisco Cerúndolo, a Rio cede contro Francisco Comesaña, mentre ad Acapulco viene sconfitto da Learner Tien. Al successivo Miami Open il suo cammino s'interrompe negli ottavi di finale contro Arthur Fils e agli Internazionali d'Italia, dove difendeva il titolo, si arrende ai quarti di finale contro il padrone di casa Lorenzo Musetti, dopo aver sprecato ben 4 set point (di cui 3 di fila) sul suo servizio nel primo set. Questo risultato, unito alla vittoria del torneo di Alcaraz, lo fa scivolare al terzo posto del ranking ATP dietro lo spagnolo. Al Roland Garros perde ai quarti di finale (era dal 2021 che non arrivava alla semifinale del torneo parigino). A Wimbledon perde al primo turno contro Arthur Rinderknech in cinque set. In conferenza stampa post-partita ammette di non sentirsi bene in campo.
Con la sua vittoria al terzo turno del Masters 1000 di Toronto (Canadian Open 2025), Zverev è diventato il primo uomo nato negli anni '90 a vincere 500 partite di singolare nel tabellone principale dell'ATP Tour, nonché il quinto e più giovane giocatore in attività a farlo.

## Caratteristiche tecniche e stile di gioco
Il suo stile si basa sul giocare molto indietro rispetto alla linea di fondo campo, e sullo sferrare potenti colpi con cui spesso cercare il vincente o l'errore avversario. Dal potente repertorio, ha nel rovescio bimane, sia lungolinea che incrociato, il suo colpo migliore, e colpisce solitamente con molta potenza e precisione. Con questo colpo Zverev cerca spesso il colpo vincente oppure entra nello scambio in diagonale in modo da sfiancare gli avversari. Meno sicuro invece il suo dritto giocato con una presa "western", non molto potente e consistente come il rovescio, con spesso conseguenti problemi di precisione. Un altro colpo occasionalmente utilizzato da Zverev è lo slice di rovescio, giocato a una mano.
Un altro dei punti forti di Zverev è il potente servizio, che agevolato dalla sua altezza (198 cm) è regolarmente sopra i 200 km/h, con picchi di 220 km/h. Questo fondamentale che col tempo è stato perfezionato permette a Zverev di effettuare alte percentuali di punti con la prima. Per quanto il suo servizio pecchi a volte di costanza in alcuni frangenti di partite, spesso mantiene delle percentuali di prime anche sopra il 70%. Negli anni ha notevolmente migliorato anche la seconda palla di servizio, prima lenta e leggibile, oggi molto più sicura, merito soprattutto del diverso lancio della palla, più basso rispetto a prima, che gli permette di avere più controllo e di indirizzarla meglio.
La sua superficie preferita è la terra rossa, dove ha ottenuto i migliori risultati, in quanto è abile nella difesa e soprattutto riesce a colpire la palla come preferisce, cioè schiacciandola dall'alto verso il basso, il che è possibile per via dei rimbalzi alti che caratterizzano il gioco sulla terra. Allo stesso tempo è abile sul cemento. Sull'erba sono evidenti le difficoltà, in quanto la palla rimbalza molto bassa e non può schiacciarla, nonostante le sue caratteristiche tecniche siano compatibili con questa superficie, sulla quale potrebbe dominare.
Il punto debole maggiore di Sascha è la tenuta, sia mentale su lunghi incontri, motivo per cui ha avuto notevoli difficoltà ad imporsi negli Slam dove si gioca al meglio dei cinque set, che atletica dovuta alla sua malattia diabetica, per cui deve costantemente sottoporsi a iniezioni mediche. L'esempio più notevole è stata la sua prima finale Slam persa contro Thiem allo US Open 2020, in cui era in vantaggio di due set, un break e nel quinto ha servito per il match, salvo poi perdere al tie-break.

## Vita privata
L'11 marzo 2021 ha avuto una figlia con la modella tedesca Brenda Patea. Dal novembre 2021 ha una relazione con l'attrice tedesca Sophia Thomalla.
Nel 2022 ha rivelato di essere affetto da diabete mellito di tipo 1 dall'età di 4 anni e ha inaugurato la propria fondazione che si occupa di aiutare bambini e giovani colpiti da questa patologia.

### Le accuse di violenza domestica
Nel gennaio 2023 un comunicato dell'Association of Tennis Professionals rendeva noto che l'indagine svolta su Zverev, dopo la denuncia di violenza domestica della sua ex fidanzata Olya Sharypova, non aveva riscontrato prove sufficienti per imporre una sanzione, ma il giocatore restava comunque sotto la stretta osservazione dell'ATP per un'eventuale riconsiderazione del caso, qualora nuovi elementi fossero emersi. Nel giugno 2024 il tribunale competente di Berlino ha archiviato una causa, intentata dalla ex fidanzata Brenda Patea contro il giocatore per violenza domestica, poiché gli avvocati delle controparti sono riusciti a trovare un accordo extragiudiziale tra loro: infatti è stato deciso che il tennista si sarebbe impegnato a consegnare un compenso pari a 200 000 euro a Patea, madre della figlia di Zverev, poiché per il benessere psicofisico della bimba la sua mamma ha voluto risolvere tale causa legale evitando di affrontare ostilmente il padre in tribunale.

## Statistiche

### Singolare

#### Finali del Grande Slam

##### Perse (3)
| N. | Data              | Torneo                     | Superficie  | Avversario in finale | Punteggio                  |
| 1. | 13 settembre 2020 | US Open, New York          | Cemento     | Dominic Thiem        | 6–2, 6–4, 4–6, 3–6, 6(6)–7 |
| 2. | 9 giugno 2024     | Open di Francia, Parigi    | Terra rossa | Carlos Alcaraz       | 3–6, 6–2, 7–5, 1–6, 2–6    |
| 3. | 26 gennaio 2025   | Australian Open, Melbourne | Cemento     | Jannik Sinner        | 3–6, 6(4)–7, 3–6           |

#### Risultati in progressione nei tornei dello Slam
| Sigla | Risultato               |
| ----- | ----------------------- |
| V     | Vincitore               |
| F     | Finalista               |
| SF    | Semifinalista           |
| O     | Oro olimpico            |
| A     | Argento olimpico        |
| SF    | Bronzo olimpico         |
| QF    | Quarti di Finale        |
| 4T    | Quarto turno            |
| 3T    | Terzo turno             |
| 2T    | Secondo turno           |
| 1T    | Primo turno             |
| RR    | Round Robin             |
| LQ    | Turno di qualificazione |
| A     | Assente                 |
| ND    | Non disputato           |

| Legenda superfici    |
| -------------------- |
| Cemento              |
| Terra battuta        |
| Erba                 |
| Superficie variabile |

| Tornei             | 2014 | 2015 | 2016 | 2017 | 2018 | 2019 | 2020 | 2021 | 2022 | 2023 | 2024 | 2025 | Trofei | V–S    | V%  |
| ------------------ | ---- | ---- | ---- | ---- | ---- | ---- | ---- | ---- | ---- | ---- | ---- | ---- | ------ | ------ | --- |
| Tornei Grande Slam |      |      |      |      |      |      |      |      |      |      |      |      |        |        |     |
| Australian Open    | A    | Q1   | 1T   | 3T   | 3T   | 4T   | SF   | QF   | 4T   | 2T   | SF   | F    | 0 / 10 | 31–10  | 76% |
| Roland Garros      | A    | Q2   | 3T   | 1T   | QF   | QF   | 4T   | SF   | SF   | SF   | F    | QF   | 0 / 10 | 38–10  | 79% |
| Wimbledon          | A    | 2T   | 3T   | 4T   | 3T   | 1T   | ND   | 4T   | A    | 3T   | 4T   | 1T   | 0 / 9  | 16–9   | 67% |
| US Open            | Q2   | 1T   | 2T   | 2T   | 3T   | 4T   | F    | SF   | A    | QF   | QF   |      | 0 / 9  | 26–9   | 74% |
| Vittorie–Sconfitte | 0–0  | 1–2  | 5–4  | 6–4  | 10–4 | 10–4 | 14–3 | 17–4 | 8–2  | 12–4 | 18–4 | 10–3 | 0 / 38 | 111–38 | 74% |